# ترسخلینگ
ترسخلینگ (به هلندی: Terschelling) یک شهرستان در هلند است که در فریسلاند واقع شده‌است. ترسخلینگ ۶ متر بالاتر از سطح دریا واقع شده‌است.

## نگارخانه

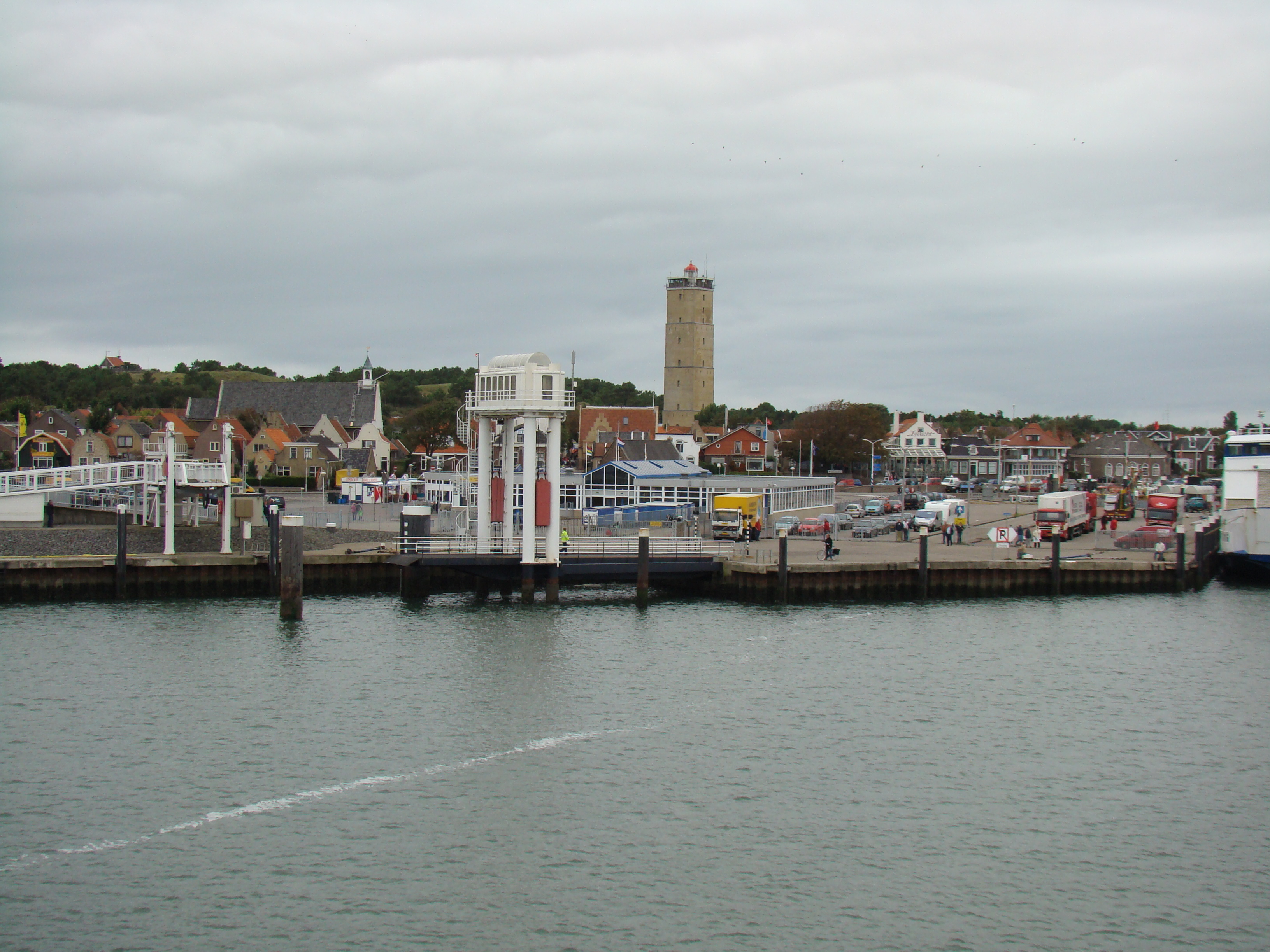
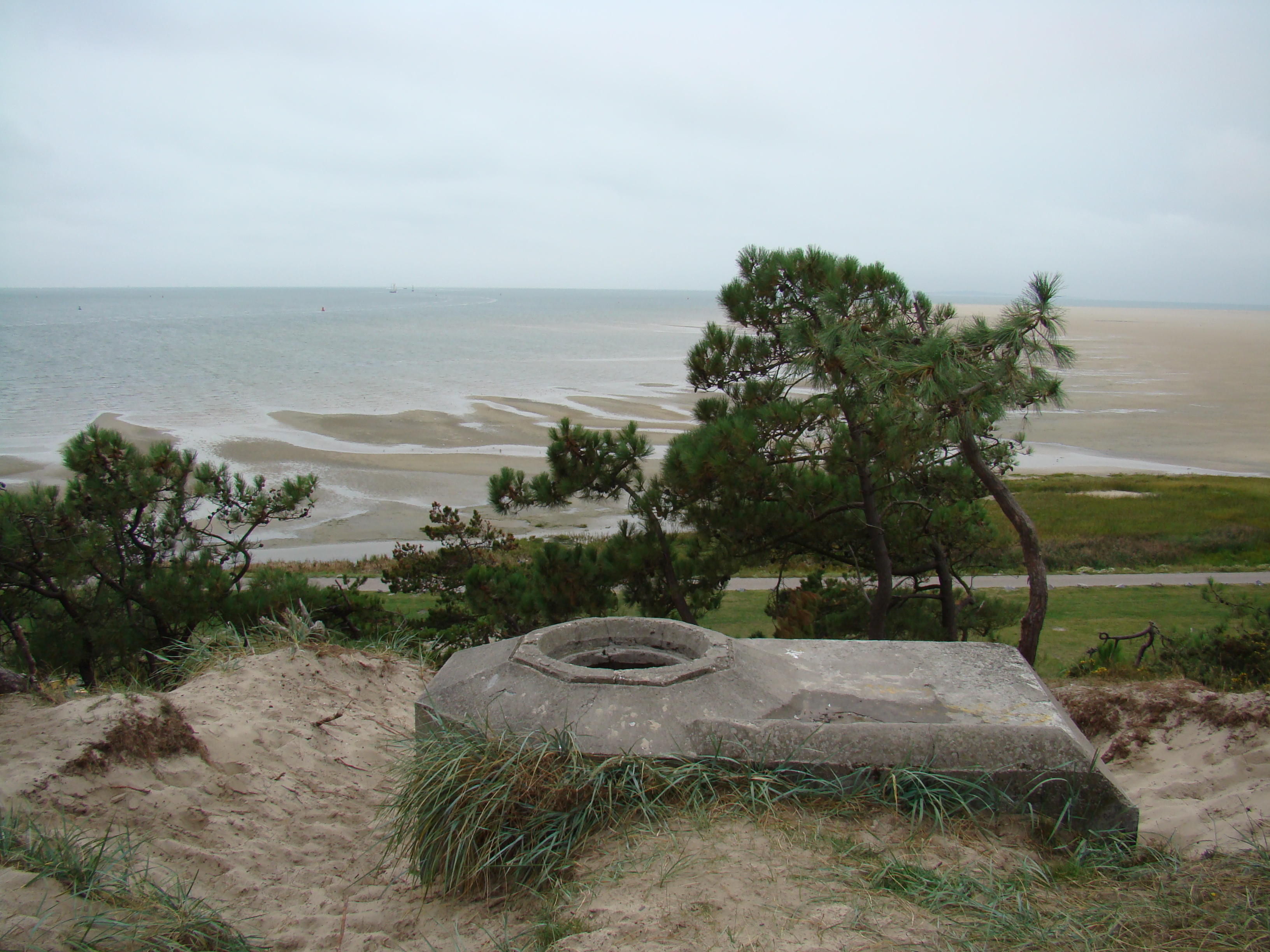
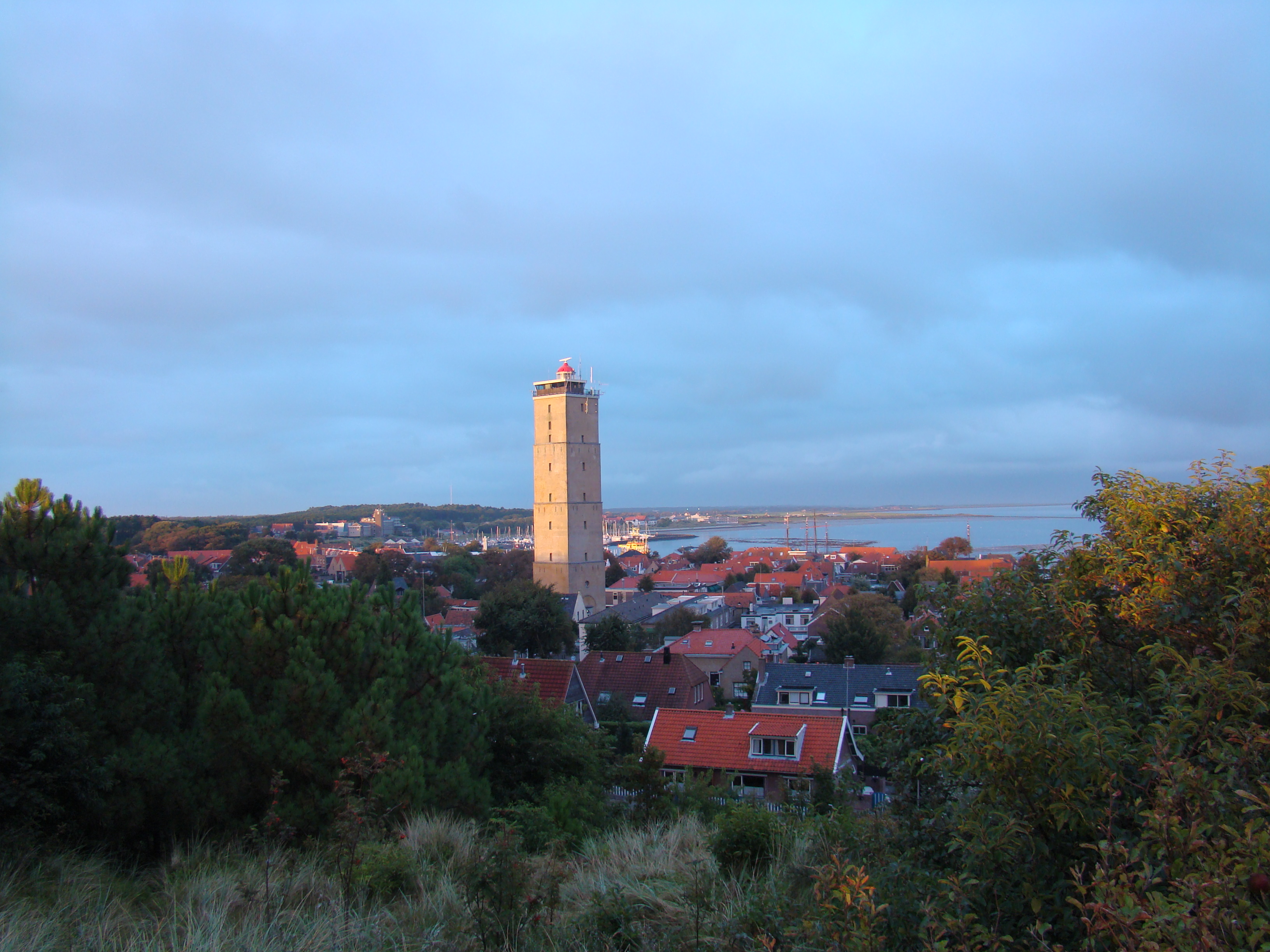
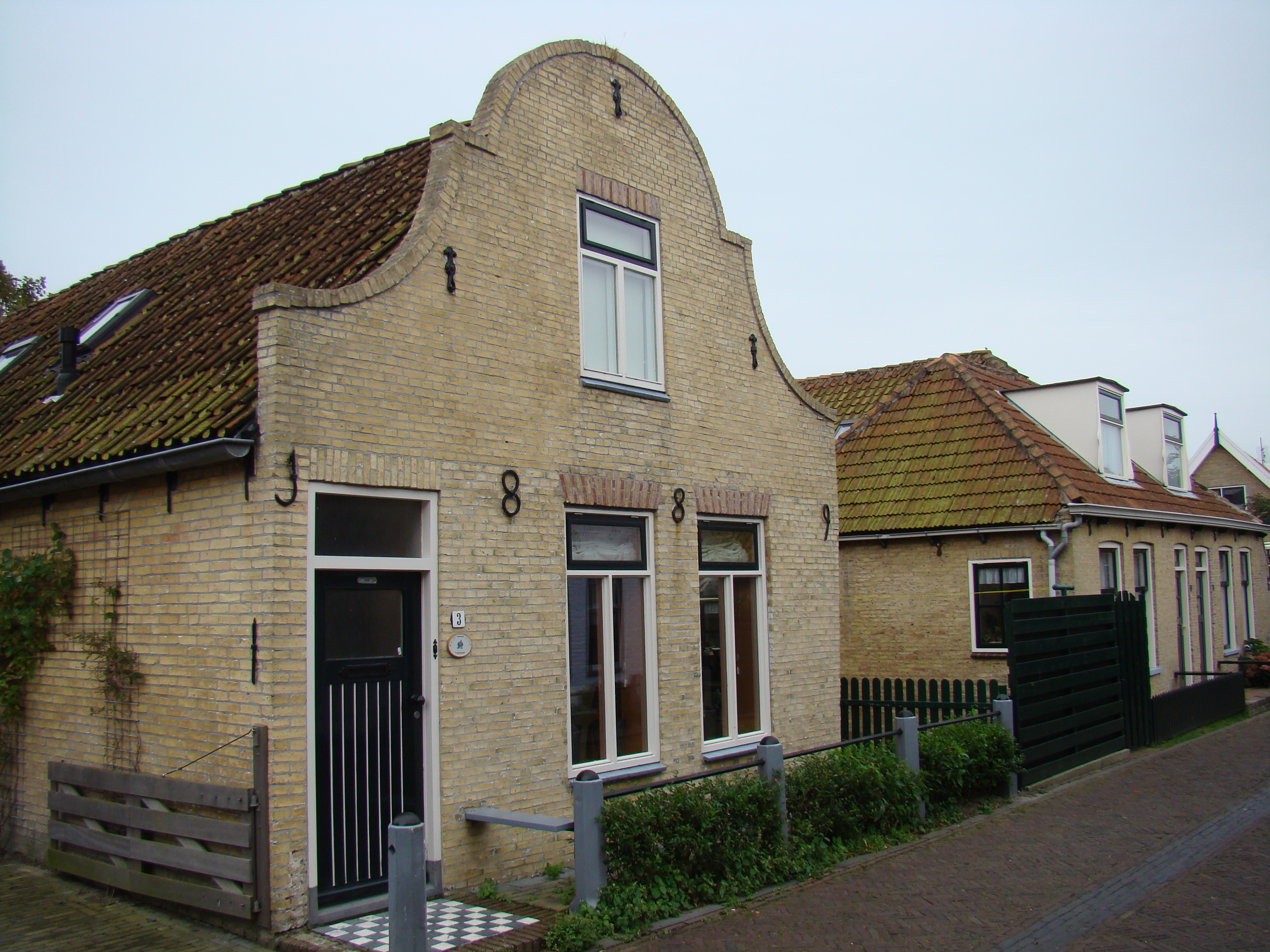
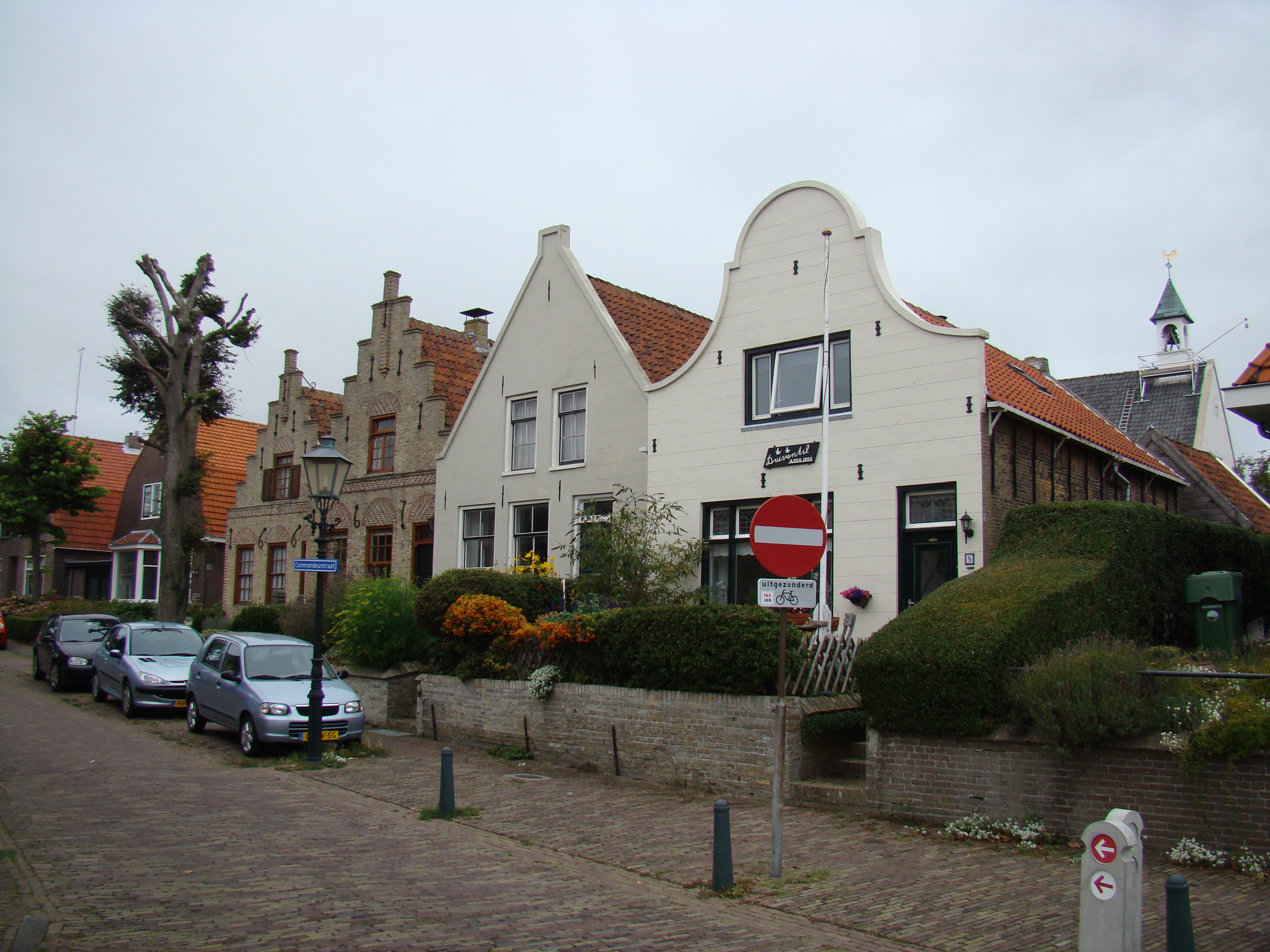